# Banco Santander Chile
Banco Santander Chile est la principale banque du Chili. Fondée en 1937, elle fait partie du Grupo Santander, groupe espagnol des métiers de la finance et de l'assurance.